# كنعان سفلي
كنعان سفلي هي قرية في مقاطعة أرومية، إيران. يقدر عدد سكانها بـ 72 نسمة بحسب إحصاء 2016.